# Xyliphius lombarderoi
Xyliphius lombarderoi är en fiskart som beskrevs av Risso och Risso, 1964. Xyliphius lombarderoi ingår i släktet Xyliphius och familjen Aspredinidae. Inga underarter finns listade i Catalogue of Life.